# Гарчина (Њамц)
Гарчина (рум. Gârcina) насеље је у Румунији у округу Њамц у општини Гарчина. Oпштина се налази на надморској висини од 413 m.

## Становништво
Према подацима из 2011. године у насељу је живело 2402 становника.